# 陕西长安竞技足球俱乐部
陕西长安竞技足球俱乐部是一家位于陕西省西安市的足球俱乐部，曾参加中国足球甲级联赛。球队原主场为位于西安市的陕西省体育场，2019赛季因改造升级搬迁至位于渭南市的渭南体育中心。2023年3月，因欠薪问题无法解决，球队一线队宣布解散。原有班底组建了陕西长安联合。

## 历史

### 中丙时期(2016)
2016年3月30日，陕西长安竞技足球俱乐部由陕西捷马体育公司联手七家不同行业的公司联合共同组建。同年，参加了2016年中国足球业余联赛。11月11日，陕西长安竞技在业余联赛全国总决赛的四分之一决赛中点球大战6-5战胜吉林百嘉，取得参加2017年中国足球乙级联赛参赛资格。11月14日，在决赛中与大连博阳90分钟内0-0战平，点球大战5-6负于对手获得亚军。

### 中乙时期(2017-2018)
在正式通过2017年中乙联赛准入后，球队以“陕西大秦之水队”名义参加当赛季的中乙联赛。3月25日，陕西大秦之水完成进入职业足球赛场后的第一场比赛，在足协杯第一轮凭借李晨光的进球于客场绝杀黑龙江田丰油化，4月8日又在首场中乙联赛中主场2-0击败沈阳东进。然而在联赛开局两连胜、各项赛事三连胜后，陕西大秦之水一度状态低迷，遭遇了各项赛事的五场不胜，且无法取得进球，直至5月20日主场2-1绝杀沈阳城市建设，才再次拿下三分。
进入联赛二次转会期，球队签下王琦、韩德明、阎世鹏、杨昊、胥栩等强援，实力大有提升。整个7月的五场联赛，获得4胜1平佳绩。最终在22轮预赛结束后，陕西大秦之水队排名中乙北区第四名，获得了参加升级决赛阶段比赛的资格。在决赛阶段四分之一决赛中，陕西大秦之水两回合总比分0-1被深圳雷曼淘汰，无缘四强，在当年的中乙南北区总排名中位列第七。
此外，2017年第十三届全运会增设了男子足球城市组别赛事，由打进当年足协杯第二轮的中乙及业余球队获得全运会男足城市组资格赛的席位。陕西大秦之水在足协杯首轮淘汰黑龙江田丰油化后，虽在次轮于主场0-1不敌中甲球队青岛黄海出局，但依然以足协杯第二轮中乙球队的身份成功获得全运会城市组资格赛参赛席位。资格赛中，陕西大秦之水通过主客场两回合比赛，总比分1-0淘汰业余球队上海嘉定城发，晋级全运会男足城市组正赛。
在全运会男足城市组正赛中，参赛球队须以所在城市的名义参加，故陕西大秦之水以“西安队”名义参加此次赛事。在赛事中，西安队被分在A组，先后以三场点球大战战胜秦皇岛(河北精英)、大连(大连博阳)和银川(宁夏山屿海)，晋级决赛。决赛当中，凭借李晨光和王琦的进球，西安队2-0击败哈尔滨(黑龙江火山鸣泉)，获得全运会男足城市组金牌。这也是自2000年陕西国力获得甲B联赛冠军后，陕西足球第二次赢得全国性足球比赛的冠军。
2017年12月15日，陕西长安竞技足球俱乐部宣布主教练黄宏毅离任。次日，俱乐部宣布前陕西国力队球员赵昌宏、尚青、雷纳托组成的新任教练组上任，赵昌宏担任主教练，尚青和雷纳托担任助理教练。俱乐部同时和多家青训单位签约，开始进行梯队的搭建工作。
2018赛季，陕西长安竞技进行阵容上的大洗牌，宣布引入张爽、文烁、阎峰、杨贺、徐武、孙发波、杜君鹏、林江山等8位新援(其中林江山未注册进新赛季参赛名单)，同时阎世鹏、李晨光、杨文杰、韩德明、王昱星、赵可宁、王鸿文、宫羽、王棒、李轩、郑波、郭朕奇等12人离队，正副队长由范达、王尔卓更换为杨昊、宋振瑜。
在2018赛季上半赛季，陕西长安竞技虽然主场成绩优异，然而客场仅仅取得两胜，其余全部未能拿分。球队进攻虽有提升，失球数也大大增加，成绩并不理想。夏季转会期，陕西长安竞技引进了前中国国脚后卫赵鹏，以及高中锋逄志泉。然而在二次转会结束后，球队状态仍不理想，在主场输给长春百和嘉路喜后，7月24日凌晨，俱乐部官宣主教练赵昌宏辞职，广东足球名宿谢育新入主球队出任新帅。
谢育新入主后，球队状态大有改观，在预赛阶段剩余9场比赛中赢下7场，并于最后一轮反超盐城大丰位列预赛北区第一名，决赛阶段四分之一决赛再遇老对手深圳雷曼。陕西长安竞技以客场2-2、主场0-0，凭借客场进球优势淘汰对手。此后，陕西长安竞技在中乙半决赛两回合均0-1不敌南通支云，无缘直接冲甲。三四名决赛中，陕西长安竞技1-0战胜盐城大丰，最终获得2018赛季中乙联赛的季军，拿到了与当赛季中甲倒数第三名梅县铁汉生态的两回合附加赛机会。最终陕西长安竞技主场与梅县1-1战平，客场通过加时赛1-2告负，总比分2-3在最后时刻功亏一篑，无缘中甲。
2019年1月23日，俱乐部宣布谢育新教练组离任。2月1日晚间，俱乐部宣布前深圳雷曼主教练张军上任成为新任主教练。

### 中甲时期(2019-2023)
2019年2月26日，中甲延边富德足球俱乐部因为高额欠税，申请进入破产程序，中国足协官方宣布收回延边的联赛准入资格，这意味着长安竞技将作为上赛季中乙第三名递补进入中甲联赛。次日，陕西长安竞技官方确认球队将参加2019赛季中甲。球队也成为自中国足协完善四级联赛系统以来，第一支从中冠（中国职业足球最低级别联赛）升至中甲的球队。
由于事发突然，中国足协特别批准陕西长安竞技延长转会窗口三天，用以引进内外援。由于递补时间较晚，陕西队立即从退出中甲的延边富德接手了民主刚果前锋奥斯卡，以及阿尔巴尼亚后卫阿尔比·阿拉，巴西前锋奥古斯托也从被罚降入中乙的浙江毅腾加盟而来。内援方面，引进了黄浦、王琦、麦思劲、李营健、韩轩、马洋洋，从江苏苏宁租借了曾入选过中国国青队的前锋叶尔凡·叶孜木江。而球队主场，位于西安的陕西省体育场，由于将作为2021年西安全运会赛场之一，进行全面整修，球队2019赛季主场迁至渭南市体育中心。
2019年中国足协杯，陕西长安竞技以中甲球队的身份从第三轮开始比赛，在点球淘汰同为中甲的新疆天山雪豹之后，5月1日在大连体育中心客场0-1负于中超球队大连一方，止步第四轮。
中甲联赛中，球队虽然在前四轮联赛中拿到7分，但随后陷入低迷，尤其是5月份遭遇了各项赛事的四连败，排名降至中甲第13位。2019年5月20日，陕西长安竞技宣布主教练张军辞职。曾在陕西四达、内蒙古中优、沈阳城市建设队执教，在陕西工作过多年的王波走马上任。王波上任后，球队状态强势反弹，打出两胜三平一负的不错成绩，暂时逃离升降级附加赛区。7月11日，球队官方宣布尼日利亚外援前锋约翰·欧沃耶利从呼和浩特中优加盟，替代状态不佳的外援奥古斯托。球队也在王波执教下提前保级成功。最终，球队以联赛第9结束首个中甲赛季，外援奥斯卡以22个进球夺得联赛金靴。
2019年11月10日，球队主教练王波通过媒体宣布将立刻回到北京人和执教。球队官方在稍后的采访中确认了王波的离队，并透露已经与杨贺等球员完成续约，租借球员叶尔凡的合约期满。12月16日，陕西长安竞技俱乐部宣布韩国籍教练金奉吉成为新任主教练，这也是球队历史上第一任洋帅。
新赛季准备期，受疫情影响，球队直到3月才开始集结训练。冬歇期间，球队官方宣布老将阎峰退役，转为U23梯队教练；外援欧沃耶利，国内球员黄海伟、邹游、李文鑫等人离队；外援奥斯卡转会至中超石家庄永昌。球队新签入了内援邓彪、王维朴、张裕碹、韩光徽、文武斌(U23)、高康浩(U21)、王建明(韩裔中华台北籍，根据中国足协规则视为内援)，喀麦隆外援恩迪普·坦布（因签证和疫情等不可抗力推迟入境，球队再签约拥有喀麦隆和法国双国籍的哈乌勒·洛埃）和尼日利亚外援奥努埃布。2020年中甲联赛因疫情改为赛会制，陕西长安竞技在梅州赛区位列小组第三，球队在保级组常州赛区名列第二，最终以总排名第十完成全部赛季。足协杯方面，陕西队由于中甲末轮比赛不敌苏州东吴，未能拿到常州赛区第一名，未能获得足协杯参赛资格。
2021赛季开始前，球队更换主教练，签约前青岛黄海助教奥斯卡·塞斯佩德斯，作为新赛季主帅。收回租借至新疆的前锋奥努埃布，并将阿尔比、魏仁杰外租至淄博蹴鞠，麦思劲、孙发波、杜君鹏因薪资纠纷离队。球队补充了马俊亮、丁捷、历鸿、杜长杰、马晓磊、许兆基、苏顺、于帅、祖鹏超等内援，前半赛季战绩大有进步，紧随冲超集团。二次转会，球队又从青岛租借实力派中场王建文。9月9日，陕西省水务集团正式控股俱乐部。国企入局，意味着球队资金困境得以解决。
2022年初，获得投资的长安竞技引进了罗马尼亚前锋德亚科努，请来了在中超执教多年的教练王宝山，并引入其麾下的数名强力内援，当季转会市场投入位列中甲第一。
然而同年2月，陕西水务的掌门人，董事长王瑜因病猝逝，新的领导班子改变了对于球队的赞助计划，这直接导致球队股改受阻，现金流陷入巨大缺口，甚至无法凑齐进入赛区的保证金（后由足协高层出面调解才得以顺利参赛）。赛季第一阶段结束后，球队被迫进行人员精简，大部分新赛季加盟的人员离队，包括教练王宝山以及外援德亚科努，以及之前就效力于球队的王建明，历鸿，杜长杰。助理教练冯峰再度上任救火，并紧急从中超俱乐部梯队引入一批年轻球员补充。阵容稳定后，球队以老带新，越战越勇，在7月打出联赛12轮不败的战绩。赛休后球队引入了尼日利亚外援奥格布，又打出一波六连胜，位列积分榜第四，但这样的骄人成绩并没有改变球队的财务困境。
11月，中国足协对未能落实欠薪的长安竞技进行扣除联赛积分6分的处罚，基本宣告了球队冲超无望，受到重挫后的球队迎来三连败，最终以18胜8平8负积56分位列当季联赛第5，无缘升级。赛季结束后，球队与陕西水务的谈判仍进展不佳，水务要求长安竞技先偿还之前的赞助款，终止赞助合同后再寻找下家，这令本来就无法解决欠薪问题的球队雪上加霜。根据中国足协的处罚条例，如果无法在2022年底解决欠薪问题，球队会先被勒令降级，如果在新赛季开始前还是无法补足薪水，则会被禁止准入，球队也会因此解散。
为缓解财务困境，通过联赛准入，陕西长安竞技从2023年1月30日起推出俱乐部“创始终身会员身份”，成为中国足球次级联赛首支实行会员制的俱乐部。这样的自救方式得到球迷积极响应，推出10天便有9300名球迷购买。
2023年3月，中国足坛反腐风暴再起，受其影响，中国足球加强了各级联赛的准入审核，足协认为球迷集资的会员款项不能用于支付欠薪，需达成准入门槛后才能使用，这使得球队的自救宣告失败。 虽然球队上下尽了最大努力，但2023年3月29日，中国足协和中足联公布新赛季各级别联赛的准入球队名单，陕西长安竞技不在其中。次日，长安竞技宣布解散。随后球队开启了会员会费退款渠道，所有会员费将在申请后原路退回。球队在声明中指出，未来将首先努力完成俱乐部的债务重组，专注陕西本土赛事，坚定涅槃重生的决心。
长安竞技解散后，球队原班底的大部分工作人员和球员借用彬州辉龙足球俱乐部名义参加2023年中国足球协会会员协会冠军联赛，并在之后正式成立陕西长安联合足球俱乐部。

### 历任教练
更新日期：2023年9月13日
| 姓名              | 所获荣誉                               |
| ----------------- | -------------------------------------- |
| 黄宏毅            | 2016中丙亚军、2017全运会男足城市组金牌 |
| 赵昌宏            |                                        |
| 谢育新            | 2018中乙北区第1、2018中乙季军          |
| 张军              |                                        |
| 王波              |                                        |
| 金奉吉            |                                        |
| 奥斯卡·塞斯佩德斯 |                                        |
| 王宝山            |                                        |
| 冯峰              |                                        |

### 球队纪录
更新日期：2019年10月1日，全运会及预备队比赛成绩不计入
主场获胜最悬殊比赛：
2018年4月7日  6-2胜淄博星期天（2018中国足球乙级联赛）
客场获胜最悬殊比赛：
2019年3月30日 3-0胜辽宁沈阳宏运（2019中国足球甲级联赛）
2021年7月27日 5-0胜江西北大门（2021中国足球甲级联赛）
- 5-0胜江西北大门为名义客场，因疫情实为赛会制中立场地。

主场失利最悬殊比赛：
2019年5月18日 1-3负梅县铁汉生态（2019中国足球甲级联赛）
客场失利最悬殊比赛：
2019年4月21日 0-5负石家庄永昌（2019中国足球甲级联赛）
最高上座：
2018年10月27日 0-1负南通支云（2018中国足球乙级联赛半决赛，48868人，陕西省体育场）

### 历年成绩
| 年份   | 赛事                         | 名次         |
| ------ | ---------------------------- | ------------ |
| 2016年 | 中国足球协会业余联赛         | 亚军         |
| 2017年 | 中国足球乙级联赛             | 第7(北区第4) |
| 2017年 | 第十三届全运会男子足球城市组 | 冠军         |
| 2017年 | 中国足协杯                   | 第2轮        |
| 2018年 | 中国足球乙级联赛             | 第3(北区第1) |
| 2018年 | 中国足协杯                   | 第4轮        |
| 2019年 | 中国足协杯                   | 第4轮        |
| 2019年 | 中国足球甲级联赛             | 第9          |
| 2020年 | 中国足球甲级联赛             | 第10         |